# Manolo Solo
Manolo Solo, pseudonimo di Manuel Jesús Fernández Serrano (Algeciras, 1964), è un attore spagnolo.

## Biografia
Nato ad Algeciras nel 1964, è cresciuto nella vicina Los Barrios fino all'età di 6 anni, quando la famiglia si è trasferita a Siviglia. Si è laureato in scienze dell'educazione all'Università di Siviglia, avvicinandosi poi alla recitazione e calcando il palco dell'Instituto de Teatro cittadino. Ha recitato nel suo primo film nel 2002. Nel 2017 ha vinto il Premio Goya per il miglior attore non protagonista per La vendetta di un uomo tranquillo.
Ha ottenuto quattro premi dall'Unione degli Attori in anni consecutivi: come miglior attore non protagonista nel 2015 per La isla mínima; nel 2016 per B, la película e nel 2017 per Tarde para la ira; e come miglior attore non protagonista in teatro per Smoking room nel 2018. Ha inoltre ricevuto il premio Carmen dall'Accademia del Cinema dell'Andalusia nel 2021 per La vendetta di un uomo tranquillo, oltre a premi per la sua carriera in vari festival cinematografici (il premio Luz al Festival Iberoamericano di Huelva nel 2018; il premio Francisco Elías al Festival di Islantilla nel 2022 e il premio Talento andaluz Canal Sur al Festival di Málaga nel 2003).

## Filmografia parziale

### Cinema
- 7 vírgenes, regia di Alberto Rodríguez Librero (2005)
- Il labirinto del fauno (El laberinto del fauno), regia di Guillermo del Toro (2006)
- Le 13 rose (Las 13 rosas), regia di Emilio Martínez Lázaro (2007)
- Cella 211 (Celda 211), regia di Daniel Monzón (2009)
- Biutiful, regia di Alejandro González Iñárritu (2010)
- Caníbal, regia di Manuel Martín Cuenca (2013)
- La herida, regia di Fernando Franco (2013)
- Carmina y amén, regia di Paco León (2013)
- La isla mínima, regia di Alberto Rodríguez Librero (2014)
- B, la película, regia di David Ilundáin (2015)
- La vendetta di un uomo tranquillo (Tarde para la ira), regia di Raúl Arévalo (2016)
- Il guardiano invisibile (El guardián invisible), regia di Fernando González Molina (2017)
- Gun City (La sombra de la ley), regia di Dani de la Torre (2018)
- Elisa e Marcela (Elisa y Marcela), regia di Isabel Coixet (2019)
- Inciso nelle ossa (Legado en los huesos), regia di Fernando González Molina (2019)
- Il silenzio della città bianca (El silencio de la ciudad blanca), regia di Daniel Calparsoro (2019)
- Finale a sorpresa - Official Competition (Competencia oficial), regia di Mariano Cohn e Gastón Duprat (2021)
- Il capo perfetto (El buen patrón), regia di Fernando León de Aranoa (2021)
- Cerrar los ojos, regia di Víctor Erice (2023)

### Televisione
- Cuéntame cómo pasó – serie TV, episodi 6x02-6x03 (2006)
- Los misterios de Laura – serie TV, episodio 2x07 (2011)
- Amare per sempre (Amar en tiempos revueltos) – serial TV, 55 puntate (2011)
- El ministerio del tiempo – serie TV, episodio 1x07 (2015)
- La zona – serie TV, 7 episodi (2017)
- La peste – serie TV, 6 episodi (2018)
- 30 monedas – serie TV, 7 episodi (2020-2021)
- La Fortuna – miniserie TV, 3 puntate (2021)

## Riconoscimenti
- Premio Goya
  - 2016 – Candidatura al miglior attore non protagonista per B, la película
  - 2017 – Miglior attore non protagonista per La vendetta di un uomo tranquillo
  - 2022 – Candidatura al miglior attore non protagonista per Il capo perfetto

## Doppiatori italiani
Nelle versioni in italiano dei suoi film e serie televisive, Manolo Solo è stato doppiato da:
- Mauro Gravina in Il silenzio della città bianca, Cella 211
- Ludovico "Dodo" Versino in Il guardiano invisibile, Inciso nelle ossa
- Alberto Angrisano in Il labirinto del fauno
- Pasquale Anselmo in La zona
- Simone D'Andrea in Finale a sorpresa - Official Competition
- Luigi Ferraro in La vendetta di un uomo tranquillo
- Franco Mannella in Il capo perfetto
- Simone Mori in La Fortuna
- Dario Oppido in Gun City